# Bogdanka (województwo zachodniopomorskie)
Bogdanka – osada leśna w Polsce położona w województwie zachodniopomorskim, w powiecie choszczeńskim, w gminie Drawno. W latach 1975–1998 miejscowość administracyjnie należała do województwa gorzowskiego. W roku 2007 leśniczówka liczyła 2 mieszkańców. Leśniczówka wchodzi w skład sołectwa Konotop. 

## Geografia
Leśniczówka leży ok. 3,5 km na południowy wschód od Konotopa, na skraju Drawieńskiego Parku Narodowego.